# Valenselektron
En valenselektron är en elektron i atomens yttersta skal (valensskalet). Antalet valenselektroner har stor betydelse för vilka kemiska föreningar atomen kan ingå i; antalet bestämmer atomslagets kemiska egenskaper. Syre har sex och klor har sju valenselektroner. I det periodiska systemet finns grupper och perioder, där grupperna anger antalet valenselektroner. Exempelvis har alla ämnen i grupp 1 en valenselektron. 
Som flest kan det finnas åtta valenselektroner i det yttersta skalet, och man kallar detta för att ämnet har uppnått stabil så kallad ädelgasstruktur. Men en atom kan med ytterligare skal ha upp till 16 valenselektroner . Detta gäller hos tellur (Te), polonium (Po), livermorium (Lv), lantanoiden ytterbium (Yb) och aktinoiden nobelium (No).
Huvudvalensbindningar är bindningar mellan atomer i en molekyl, och bivalensbindningar är bindningar mellan olika molekyler. Huvudvalensbindningarna är kovalenta bindningar. Dessa är starka och kan endast brytas genom kemiska reaktioner. Bivalensbindningarna är också av elektrisk natur och orsakas av van der Waals-krafter. Bivalensbindningarna är dessutom svaga.